# Kərgəlan
Kərgəlan è un comune dell'Azerbaigian situato nel distretto di Lənkəran.